# Karteusernellike
Karteusernellike (Dianthus carthusianorum), ofte skrevet karteuser-nellike, er en staude med en spinkel, opret eller opstigende vækst. 

## Beskrivelse
Stænglerne er runde i tværsnit og hårløse, men dækket af et blåligt vokslag. Bladene er modsat stillede, og de er smalt linjeformede med hel rand. Begge bladsider er gråblå på grund af et beskyttende vokslag. Ved bladfoden er bladene sammenvoksede til en bladskede. Blomstringen sker i juni-september. Blomsterne er samlet i endestillede hoveder med 4-15 enkeltblomster. Kronbladene er purpurrøde og tandede ved den yderste ende. Bægeret (højbladene) er brunt og læderagtigt. Frugten er en mangefrøet kapsel.
Rodnettet består af en kort, krybende jordstængel, som bærer de overjordiske dele og et rodnet, som når dybt ned.
Højde x bredde og årlig tilvækst: 0,30 x 0,25 (30 x 25 cm/år), heri medregnet de blomsterbærende stængler. Målene kan bruges til beregning af planteafstande i fx haver.

## Hjemsted
Arten hører hjemme i Lilleasien og Europa (fra Spanien til Belgien og Polen samt østpå til Ukraine). Den er knyttet til solåbne, tørre og græsdækkede voksesteder helt op til 2.500 m højde. 
I Calestienne-området i det sydlige Belgien, vokser planten på tør kalkbund ved Vogesernes forbjerge i 100-250 m højde sammen med bl.a. merian, alm. mælkeurt, svalerod, voldtimian, bakkejordbær, bakkestar, bleg kongelys, blodrød storkenæb, bredbladet timian, dueskabiose, dunet vejbred, farvevisse, foderesparsette, guldhårasters, hvid stenurt, håret flitteraks, jordstar, kantet konval, knoldrottehale, middelhavsprydløg, moskuskatost, opret hejre, opret kobjælde, stinkende nyserod, stor knopurt, storblomstret brunelle, sød astragel, ugrenet edderkopurt, vårtimian og ædelkortlæbe.
| Portal | Portal:Botanik |

## Note
1. ↑  bio.kuleuven.be: Dries Adriaens, Olivier Honnay og Martin Hermy: No evidence of a plant extinction debt in highly fragmented calcareous grasslands in Belgium (engelsk)